# E-mu SP-1200

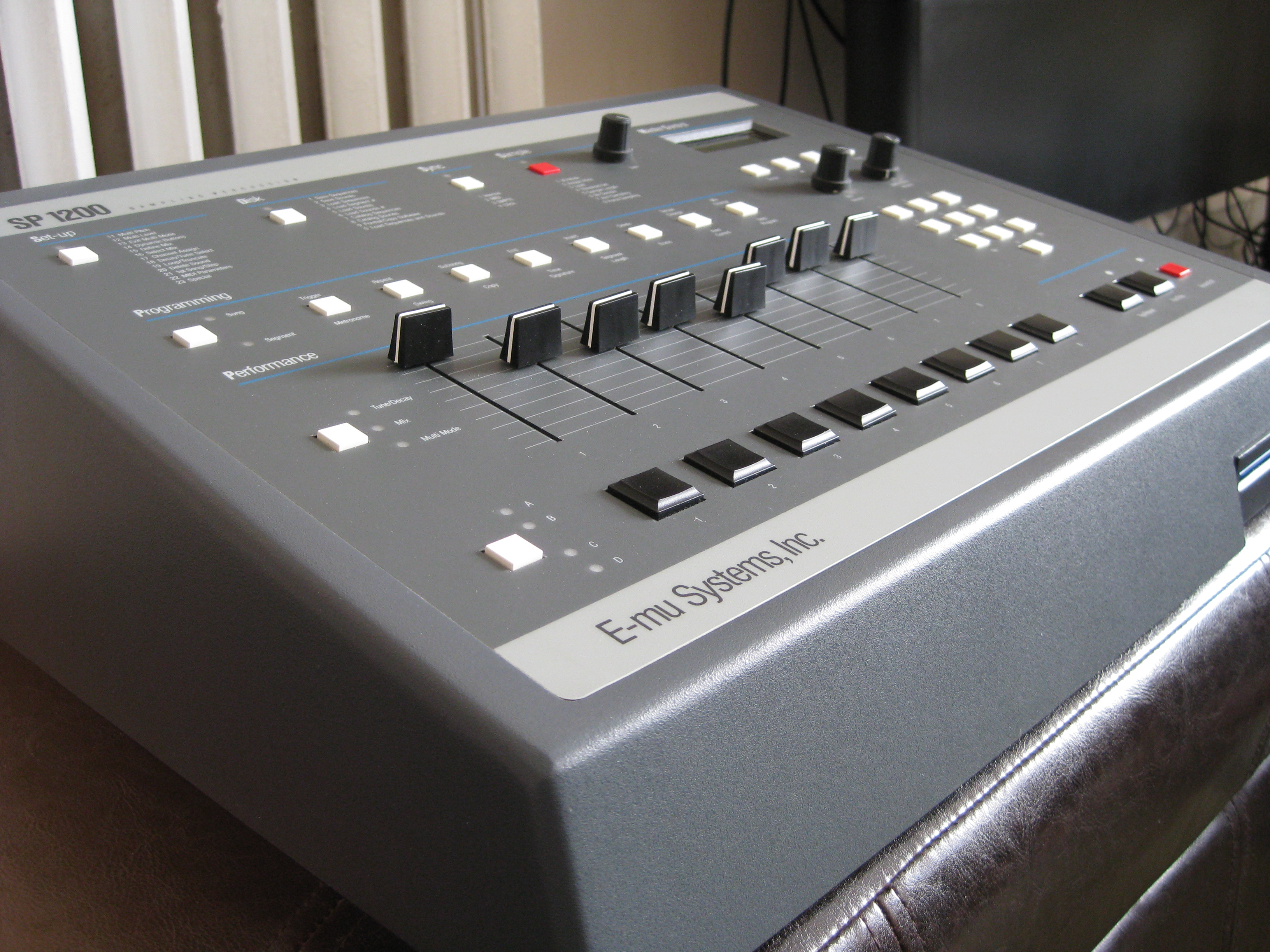
Painel frontal com a mesa de operações

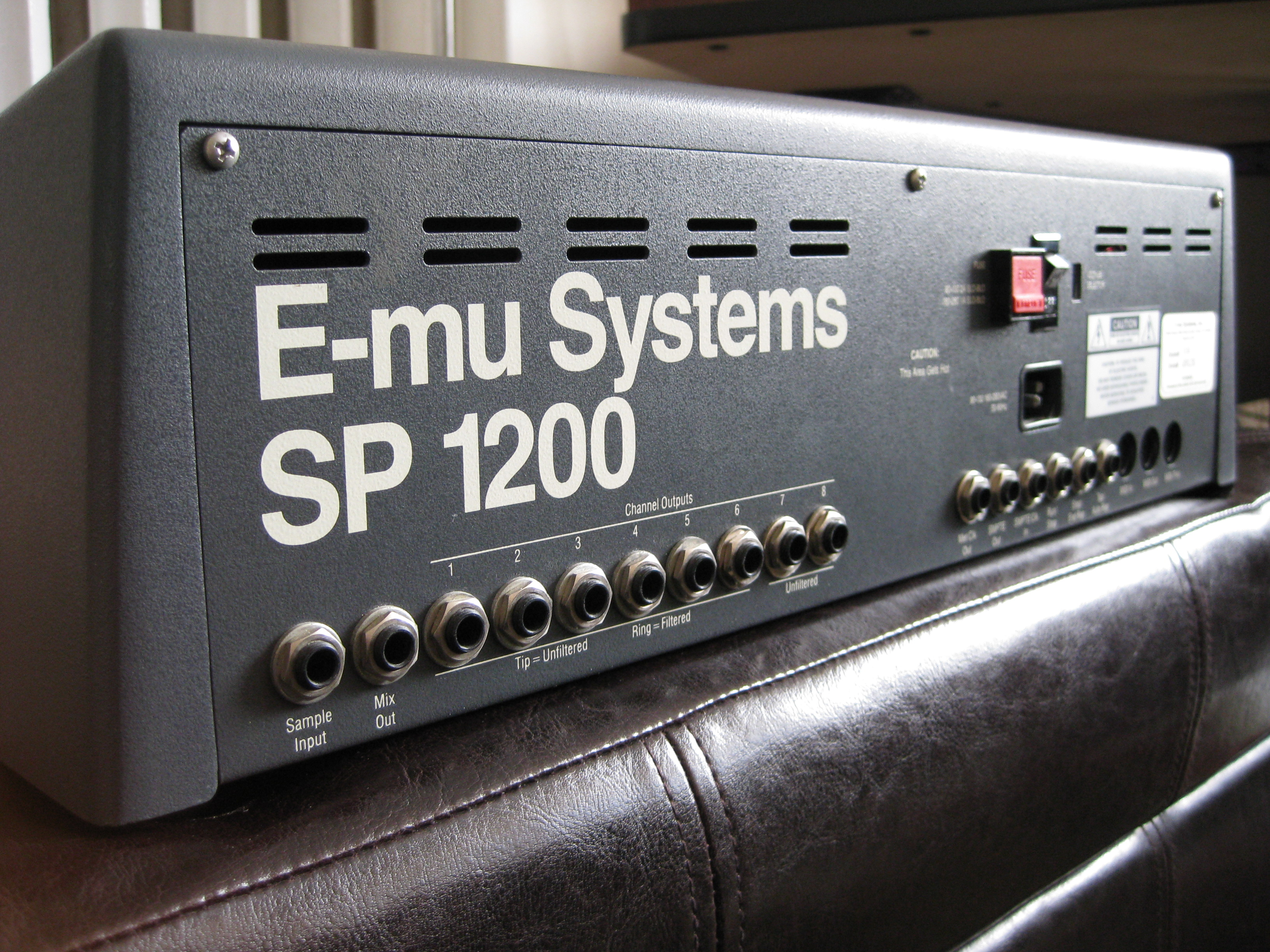
Painel traseiro com conexões de áudio

E-mu SP-1200 é uma caixa de ritmos e um sampler lançado em agosto de 1987 pela E-mu Systems como uma atualização do SP-12, visado originalmente a produtores musicais de dance music.
Tornou-se um ícone da Era de ouro do hip hop por sua capacidade de construir a base de composições num só equipamento portátil, algo inédito, resultando na redução de custos de estúdio e maior controle na visão dos artistas. Desenvolvido para ser usado tanto como uma caixas de ritmos quanto um sampler, o equipamento apresentava uma taxa de amostragem de 26.04 kHz, praticamente metade da fidelidade dum CD. Com um som sujo, um dos seus atributos era a reduzida capacidade de memória, cerca de dez segundos de gravação.

## Funcionalidades
O SP-1200 pode armazenar até cem amostras, cem canções, e possui uma memória de cinco mil notas para o sequenciador de bateria. Apresenta uma saída mono mix além de oito saídas individuais, entrada e saída MIDI, SMPTE e saída de metrônomo. Há um botão para selecionar bancos de amostragens, permitindo acesso simplificado para cada um dos 32 sons.
Diferente do seu antecessor, o SP-1200 não contém amostragens em memória somente de leitura, o que significa que todas elas são armazenadas em memória volátil, a partir de um disco flexível.